# アポロ6号
アポロ6号（アポロ6ごう。英語: Apollo 6）は、アメリカ合衆国のアポロ計画において、2回目に行なわれたサターンV 型ロケットの無人発射実験である。

## 目的
今回の目的は、来るべきサターンV の有人飛行（アポロ8号）に備えた最後の無人発射実験であった（その前のアポロ7号には、サターンV よりも一回り小さいサターンIB 型ロケットが使用された）。もう一つの重要な目的として、司令船を月からの帰還時における最悪の状態を想定して大気圏に再突入させる実験があったが、ロケットエンジンの不調のため実現されなかった。

## 準備段階

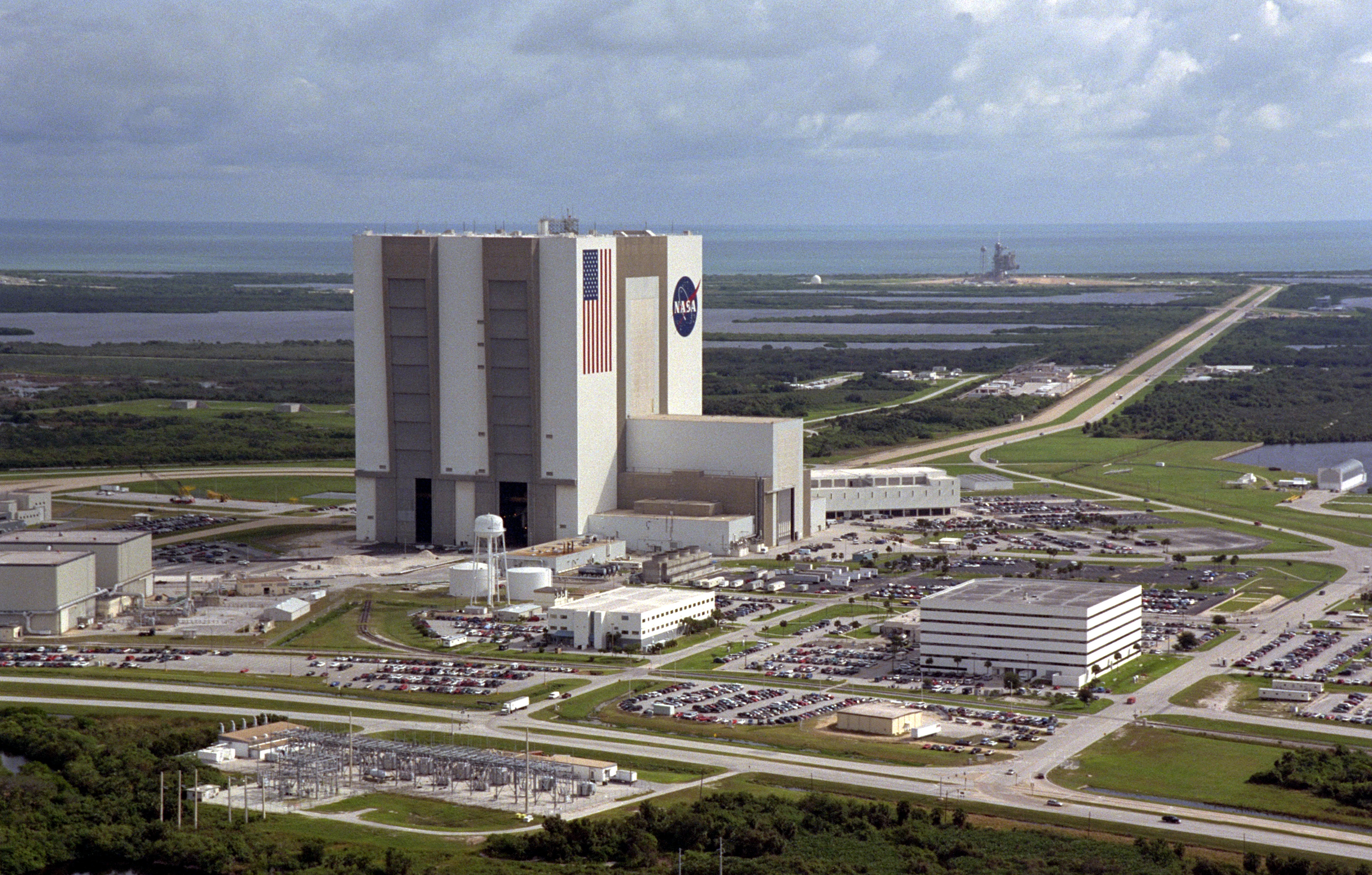
VAB（ロケット組立棟）

1967年3月13日、まず初めに第一段ロケットS-IC と、第三段S-IVB およびロケットの自動操縦装置がケープ・カナベラルに到着し、S-IC は直ちにVAB（Vehicle Assembly Building, ロケット組立棟）の中で発射台の上に設置された。5月24日に第二段S-II が到着し、7月7日に設置されるまでは、第二段の代用としてダンベルのような形をしたスペーサーが置かれ、電気系統等の点検作業が進められた。だが実はこの時点で、VABの中ではアポロ4号の準備も同時に進められていた。VABは一度に4基のサターンV を組み立てることはできるが、点検するための機器は一系統しか用意されていなかったため、6号の作業は遅々として進まなかった。
アポロ司令・機械船が到着したのは9月29日で、ロケット上に設置されたのは12月10日だった。この宇宙船は、CSM-014とCSM-020の混成品であった。014の司令船はアポロ1号の火災で焼失し、020の機械船はタンクの爆発事故で破壊されたため、それぞれの残った司令船と機械船を組み合わせて作られたのである。2ヶ月間にわたる試験の後、アポロ6号が39A発射台に設置されたのは1968年2月6日のことであった。

## 飛行

### 発射

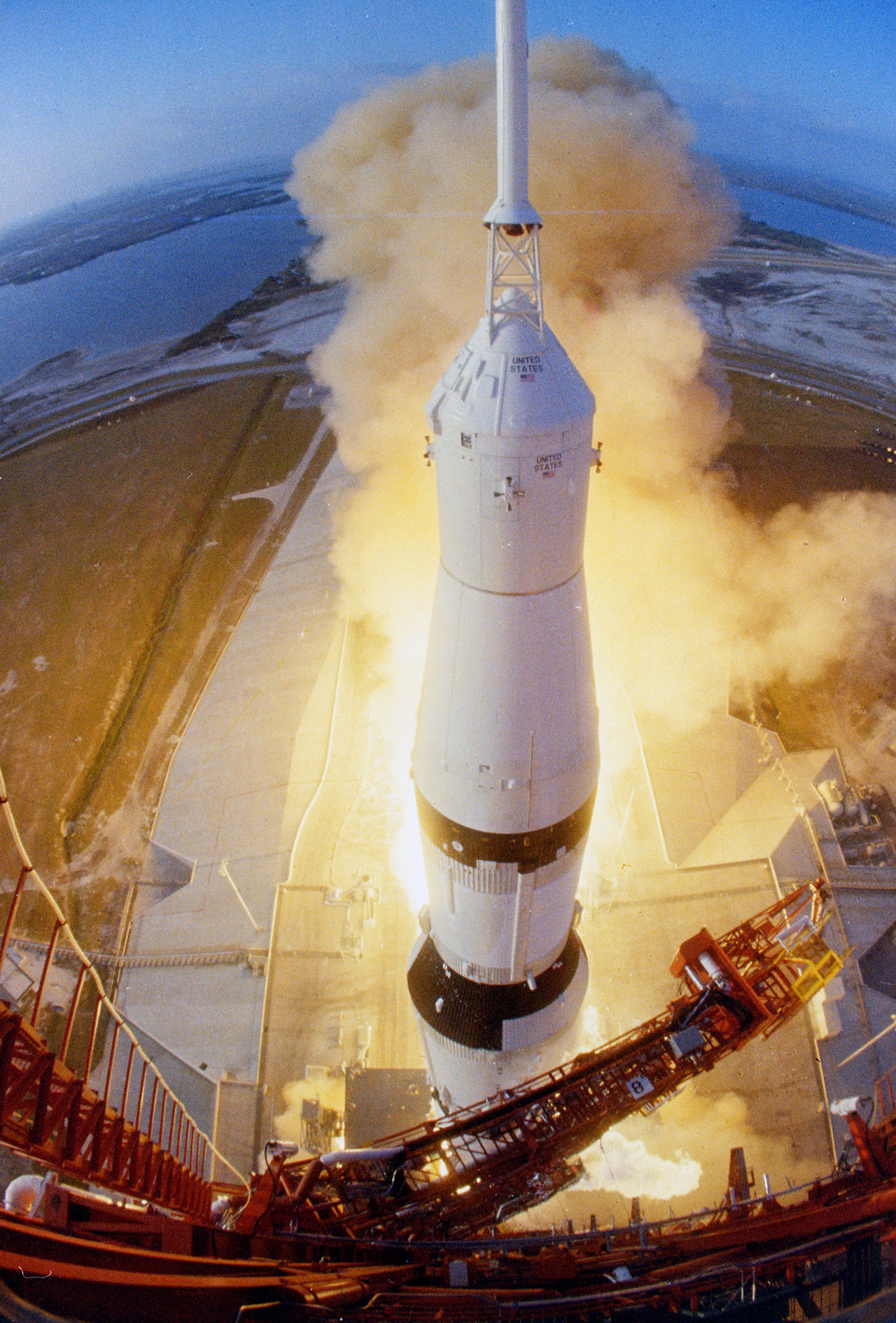
アポロ6号発射の瞬間

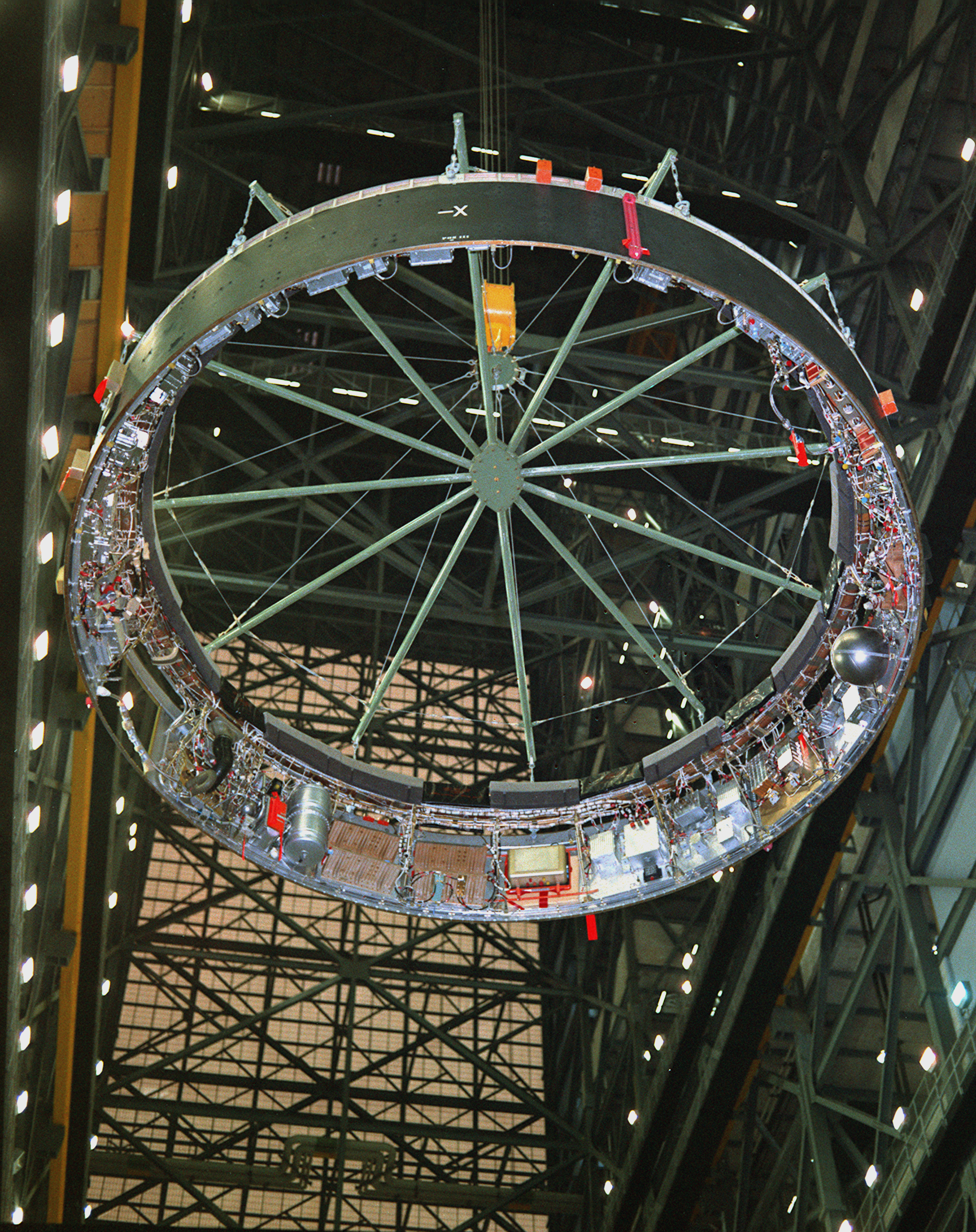
サターンV 自動操縦装置

完璧に近かったアポロ4号に比べ、6号は最初から問題の連続であった。発射から2分後に、ロケットには30秒間にわたり共振現象が発生した。この原因について、当時NASAの長官であったジョージ・ミューラーは、公聴会で以下のように説明している。

共振現象は、根本的にはロケットエンジンの推力が不均一であったために発生いたしました。これは通常、ロケットに特有の現象で、燃焼が完全に均一には行なわれないため、一般に騒音と呼ばれるものを発生させるところのものであります。そのため第一段では、すべてのロケットが燃焼する際に共通して見られる特性として、推力の不均衡が生じました。
ところでロケットエンジンは、燃料タンクからパイプを通して、その内部に燃料を供給されるものであります。これらのパイプは、ちょうど教会のいわゆるパイプオルガンのようなもので、それぞれ固有の振動数を持ち、また実際に、パイプオルガンのように振動を発生させるものであります。

このようなロケットの構造は、あたかも音叉のようなものでありまして、衝撃を加えれば容易に縦方向に振動いたします。これらのことを考え合わせるに、様々な振動が相互作用した結果、機体を共振させたのではないかと考えられるところであります……
この共振により、ロケットと宇宙船の接続部分に構造的な問題が発生した。航空カメラが撮影した映像は、発射から133秒後にいくつかの部品が脱落する場面をとらえていた。
第一段の切り離し後、第二段のS-II にも問題が発生した。5基あるうちの2番エンジンが、発射後206秒から319秒にかけて不調になり、412秒後に完全に停止し、その2秒後に3番エンジンも同様に停止してしまったのである。このため機体に搭載されていた自動操縦装置が作動し、通常よりも第二段ロケットを58秒、第三段のS-IVB ロケットを29秒長く噴射させた。
その後S-IC はフロリダ東方、東経74度19分北緯30度12分の大西洋上に落下し、S-II は東経32度11分北緯31度12分の北大西洋上アゾレス諸島（ポルトガル）南部に落下した。

### 軌道
宇宙船は当初予定されていた高度160kmの円軌道からは大きく外れて、近地点178km、遠地点367kmの楕円軌道に乗った。しかも地球を二周した後、第三段ロケットが再点火しなかったため、予定されていた月軌道に乗ることはできなかった。
それでも当初の目的を可能な限り達成させるために、機械船のロケットを442秒間噴射して遠地点22,200kmの楕円軌道に投入することが決定されたが、このような長時間の噴射は、実際の月飛行計画ではありえない事であった。しかしながら、これでも燃料が不足していたため、大気圏再突入の速度は予定されていた秒速11,270mには及ばない、秒速10,000mであった。着水点は予定海域より80km外れたため、強襲揚陸艦オキナワ（USS Okinawa）が司令船を回収したのは10時間後であった。第三段は1968年4月25日に大気圏に再突入した。

## 問題の原因

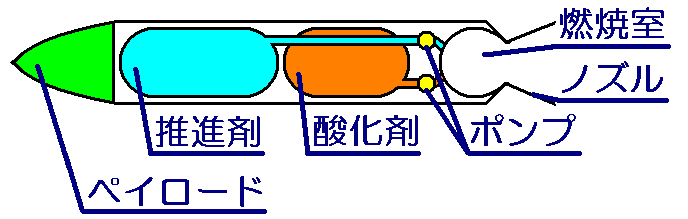
液体燃料ロケット　略図

第一段の共振の原因は判明しており、ロケットには再調整が必要であると考えられた。燃料と酸化剤のポンプや供給ラインの空洞は、圧力調整装置から供給されるヘリウムガスで満たされているが、振動を減衰させるために圧力が下げられた。
二段目ロケットのエンジン不調の原因は、燃焼室に燃料を供給するパイプの破断であることが突き止められた。J-2 エンジンの燃焼室とは、本質的には膨張室（ノズル）の隔壁の上に設置された繊細な構造物であり、細く、複雑に入り組んだパイプによって液体酸素と液体水素が供給されている（略図参照）。今回の飛行では3番エンジンが燃焼している時、その振動によって液体水素のパイプが破壊され、その結果、燃焼室には酸素だけが供給されることとなった。通常、J-2 エンジンは燃焼室温度を下げるために液体水素を供給過多にしているが、水素が遮断され酸素が充満したことによって燃焼室内の温度が局所的に上昇し、ついには破壊につながったのである。
圧力の突然の低下は自動操縦装置に検知され、直ちに燃焼停止の指令が送られたが、不幸なことに3番エンジンに指令を送る配線は、2番エンジンと共通のものが使われていた。そのため圧力センサーは2番エンジンに停止の指令を送ると、直ちに3番エンジンにも同じ信号を送ったのである。
燃焼室の問題は、地上試験では発見することは困難であった。なぜなら、地上では燃料パイプの中を流れる極低温の液体水素によって空気中の水蒸気が凝結し、パイプを保護するステンレスの網が氷で覆われてしまうからである。振動の問題は、故障が発生した箇所のステンレスのパイプを交換することで、次回の飛行では明白に改善された。なお、第三段S-IVB は第二段と同様J-2エンジンを使用しているので、同じ原因で再点火しなかったのであろうと結論づけられた。
宇宙船とロケットの接続部分の問題は、ハニカム構造が原因であった。ロケットが大気圏内で加速している時、月着陸船の格納室は大気圧が下がることによって膨張しようとする。これが破壊の原因となり得ることが判明したため、次回の飛行からは格納室には減圧用の小窓を開けることが決定された。
アポロ6号で発生した諸問題は、有人飛行であれば飛行士を緊急脱出させる事態になり得るほどのものであったが、そこから得られたデータは計り知れないほど貴重なものであった。事実、この後に発射された11基のサターンV は、深刻な事故を起こすことは一度もなかったのである。

## 映像

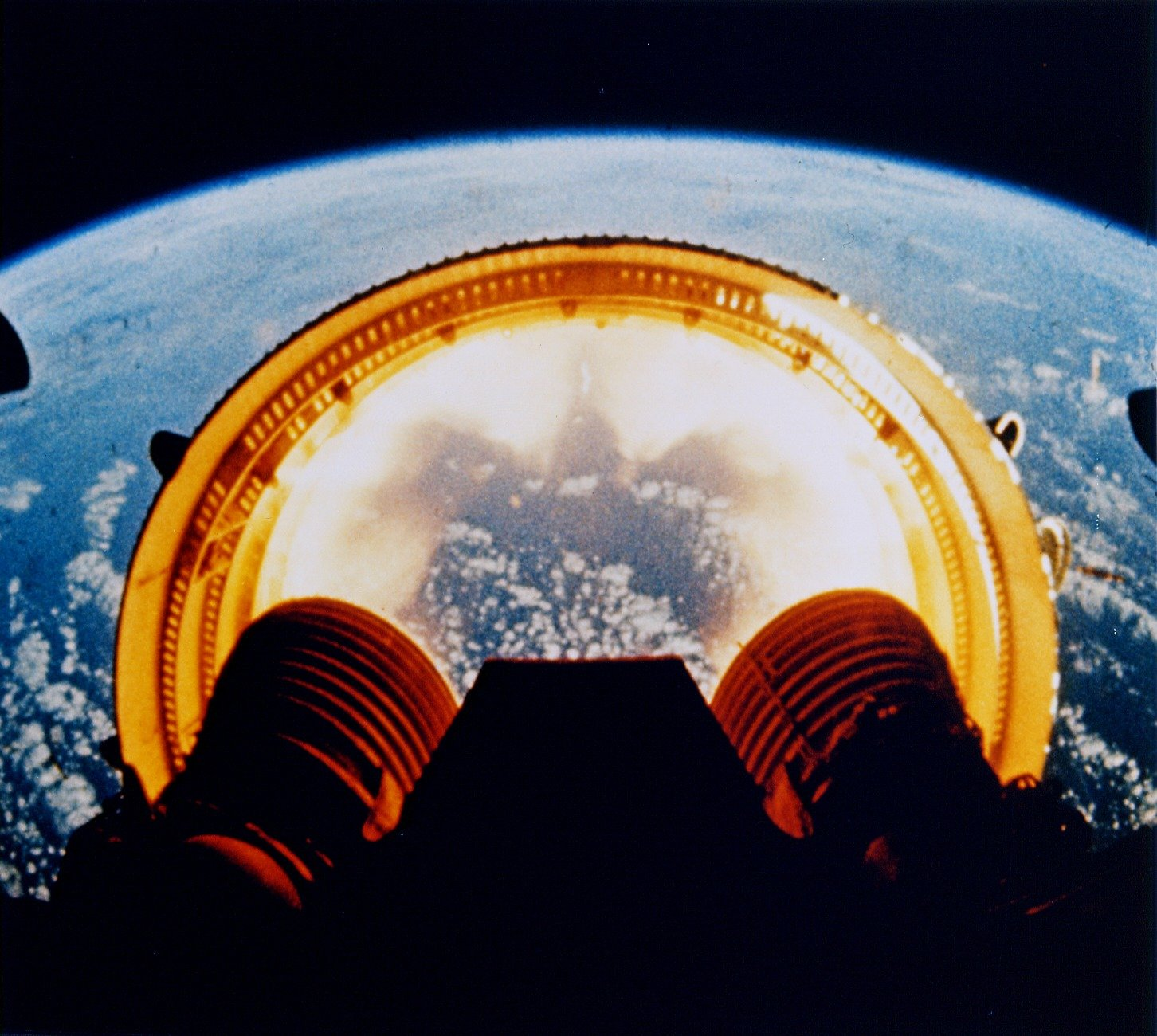
第一段と第二段接続リングの切り離し（NASA）

ドキュメンタリー番組などで非常にしばしば使われる、ロケットの切り離しを撮影した有名なこの映像は、アポロ4号および6号のものである。このうち、後半部分の「S-IV-B Staging」が6号のものになる。この中で見られる白色光は液酸・液水ロケットの排気ガスである高温の水蒸気で、赤い炎は切離し用の固体燃料ロケットの排気ガスである。なお、この映像は15倍速で撮影されている。フィルムを収容したカプセルは宇宙空間で切り離され、大気圏に再突入した後パラシュートで着水したが、2個あったうちの1個は回収できなかった。
またこれとは別に、発射台から離れるサターンVの本体や、排気ガスを噴射するエンジンを様々な角度から近接撮影した映像がアポロ11号などの発射の場面としてテレビ番組で紹介されることがあるが、それらのほとんどは、実際はこの6号のものである。映像を見分ける方法は簡単で、機械船は6号だけが唯一白色であり、他のすべてのアポロ飛行では銀色であった。

## 社会的影響
6号が発射されたちょうどその同じ日に、テネシー州メンフィスでキング牧師が暗殺される事件が起こったため、社会的にはほとんど注目されることはなかった。またこの5日後には、ジョンソン大統領が再立候補しないことを表明した。

## 現在

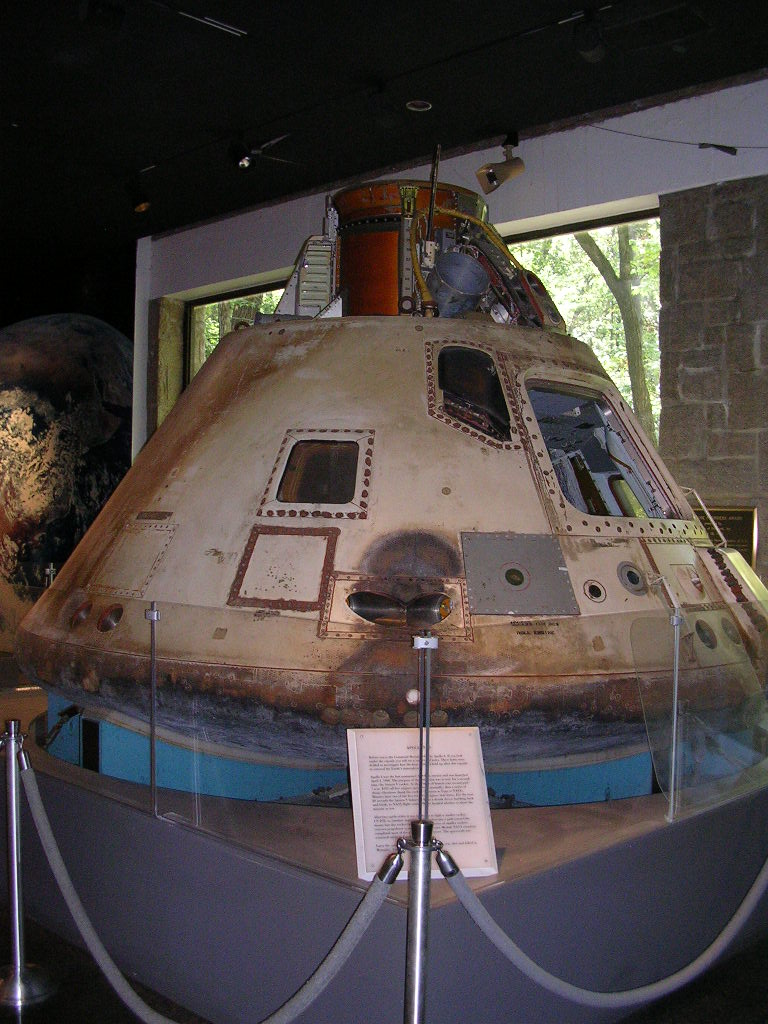
アポロ6号の司令船

6号の司令船は、現在はジョージア州アトランタの博物館に展示されている。すぐ近くには、キング牧師の墓地がある。